# Crassula natans
Crassula natans är en fetbladsväxtart som beskrevs av Carl Peter Thunberg. Crassula natans ingår i släktet krassulor, och familjen fetbladsväxter. Utöver nominatformen finns också underarten C. n. minus.